# Resolució 36 del Consell de Seguretat de les Nacions Unides
La Resolució 36 del Consell de Seguretat de les Nacions Unides, aprovada l'1 de novembre de 1947, es va prendre després de l'informe emès per la Comissió Consular, que cap de les parts involucrades (els Països Baixos i els Republicans de Indonèsia) no van acatar la Resolució 27 del Consell de Seguretat de les Nacions Unides. La nova resolució va cridar de nou a les parts al fet que prenguessin totes les mesures possibles perquè la resolució tingués efecte.
La resolució va ser adoptada per set vots a favor i un en contra de Polònia, amb les abstencions de Colòmbia, Síria i la Unió Soviètica.